# العلاقات الإماراتية الطاجيكستانية
العلاقات الإماراتية الطاجيكستانية هي العلاقات الثنائية التي تجمع بين الإمارات العربية المتحدة وطاجيكستان.

## مقارنة بين البلدين
هذه مقارنة عامة ومرجعية للدولتين:
| وجه المقارنة                                              | الإمارات العربية المتحدة | طاجيكستان                          |
| --------------------------------------------------------- | ------------------------ | ---------------------------------- |
| المساحة (كم2)                                             | 83.60 ألف                | 143.10 ألف                         |
| عدد السكان (نسمة)                                         | 9.40 مليون               | 8.92 مليون                         |
| الكثافة السكانية (ن./كم²)                                 | 112.44                   | 62.33                              |
| العاصمة                                                   | أبو ظبي                  | دوشنبه                             |
| اللغة الرسمية                                             | اللغة العربية            | اللغة الطاجيكية                    |
| العملة                                                    | درهم إماراتي             | ساماني طاجيكي، الروبل الطاجيكستاني |
| الناتج المحلي الإجمالي (بليون دولار)                      | 382.58 مليار             | 7.15 مليار                         |
| الناتج المحلي الإجمالي (تعادل القوة الشرائية) بليون دولار | 640.72 مليار             | 24.03 مليار                        |
| الناتج المحلي الإجمالي الاسمي للفرد دولار أمريكي          | 40.44 ألف                | 925                                |
| الناتج المحلي الإجمالي للفرد دولار أمريكي                 | 67.67 ألف                | 2.69 ألف                           |
| مؤشر التنمية البشرية                                      | 0.835                    | 0.624                              |
| رمز المكالمات الدولي                                      | +971                     | +992                               |
| رمز الإنترنت                                              | .ae، .امارات             | .tj                                |
| المنطقة الزمنية                                           | ت ع م+04:00              | ت ع م+05:00                        |

## منظمات دولية مشتركة
يشترك البلدان في عضوية مجموعة من المنظمات الدولية، منها:
| علم المنظمة | اسم المنظمة                        | تاريخ انضمام الإمارات العربية المتحدة | تاريخ انضمام طاجيكستان |
| ----------- | ---------------------------------- | ------------------------------------- | ---------------------- |
|             | مؤسسة التنمية الدولية              | 23 ديسمبر 1981                        | 4 يونيو 1993           |
|             | مؤسسة التمويل الدولية              | 30 سبتمبر 1977                        | 2 ديسمبر 1994          |
|             | منظمة حظر الأسلحة الكيميائية       | ?                                     | ?                      |
|             | الأمم المتحدة                      | 9 ديسمبر 1971                         | 2 مارس 1992            |
|             | الاتحاد الدولي للاتصالات           | 27 يونيو 1972                         | 28 أبريل 1994          |
|             | منظمة التعاون الإسلامي             | ?                                     | ?                      |
|             | منظمة الشرطة الجنائية الدولية      | ?                                     | ?                      |
|             | الاتحاد البريدي العالمي            | ?                                     | ?                      |
|             | البنك الدولي للإنشاء والتعمير      | 22 سبتمبر 1972                        | 4 يونيو 1993           |
|             | وكالة ضمان الاستثمار متعدد الأطراف | 20 أكتوبر 1993                        | 9 ديسمبر 2002          |
|             | يونسكو                             | 20 أبريل 1972                         | 6 أبريل 1993           |
|             | الفريق المعني برصد الأرض           | ?                                     | ?                      |

## وصلات خارجية
- موقع وزارة الخارجية الإماراتية